# Thecla silenissa
Thecla silenissa är en fjärilsart som beskrevs av Herbst 1800. Thecla silenissa ingår i släktet Thecla och familjen juvelvingar. Inga underarter finns listade i Catalogue of Life.